# Ferdinando Valencia
Mario Ferdinando Martínez Valencia, bardziej znany jako Ferdinando Valencia (ur. 18 stycznia 1982 w Comali) – meksykański aktor, piosenkarz i model.
Urodzony w Comali, wychowywał się z trojgiem młodszego rodzeństwa. W szkole średniej grał w drużynie futbolowej. W 2006 roku pojawił się po raz pierwszy w telenoweli Kod pocztowy (Código postal).

## Wybrana filmografia

### produkcje TV
| Rok       | Tytuł                                          | Rola                               |
| --------- | ---------------------------------------------- | ---------------------------------- |
| 2006-2007 | Kod pocztowy (Código postal)                   | Guillermo "Memo" De Alba Fernández |
| 2007      | Tormenta en el paraíso                         | Lizandro                           |
| 2008-2009 | En nombre del amor                             | Germán Altamirano                  |
| 2009      | Locas de amor                                  | Franco                             |
| 2009-2010 | Camaleones                                     | Patricio Calderón                  |
| 2009-2010 | Hasta que el dinero nos separe                 | El Rizos                           |
| 2009-2010 | Solo Mujeres                                   |                                    |
| 2010-2011 | Kiedy się zakocham... (Cuando me enamoro)      | José María "Chema" Casillas        |
| 2011      | Miłość i przeznaczenie (La fuerza del destino) | Saúl Mondragón                     |
| 2012      | Ja, ona i Eva (Por ella soy Eva)               | Renato Camargo                     |
| 2013      | Mentir para vivir (Kłamać, aby żyć)            | Berto Martín                       |
| 2013-2014 | Za głosem serca (Lo que la vida me robó)       | Adolfo Arguelles                   |
| 2015      | Que te perdone Dios                            | Diego Muñoz                        |
| 2015-2016 | Po prostu Maria (Simplemente María)            | Cristobal Cervantes Nuñez          |